# Spathius ornatus
Spathius ornatus är en stekelart som först beskrevs av Nixon 1943.  Spathius ornatus ingår i släktet Spathius och familjen bracksteklar. Utöver nominatformen finns också underarten S. o. kietaensis.